# Provincia de Quảng Trị
La provincia de Quang Tri se encuentra situada en el centro de Vietnam haciendo frontera con Laos y sobre la antigua capital imperial de Huế. La capital es la ciudad del mismo nombre.
Durante la guerra de Vietnam, fue la provincia fronteriza con el antiguo Vietnam del Norte y en ella se encontraba la llamada zona desmilitarizada; asimismo, a finales de los años 1960, se tendió por ella la Línea McNamara. En la ofensiva de Pascua de la primavera de 1972, fue uno de los lugares con los combates más feroces. Fue tomada por el Vietcong y reconquistada a mediados de septiembre por el Ejército de Vietnam del Sur después de una dura y complicada campaña.
Todo esto ha dejado gran cantidad de minas y explosivos sin explotar lo que la ha hecho muy peligrosa y poco apta para el turismo. Del mismo modo la parte norte de la provincia está socavada por multitud de túneles excavados durante la guerra, lo que supone un cierto atractivo turístico.
En esta provincia más concretamente en la Selva de La Vang, se encuentra el principal santuario católico de Vietnam, es decir la Basílica de Nuestra Señora de La Vang, patrona del país.